# Alfabetul chirilic român

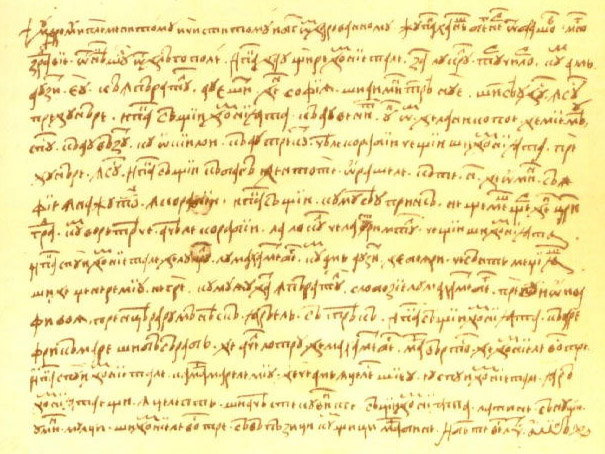
Scrisoarea lui Neacșu din Câmpulung este cel mai vechi document păstrat redactat în limba română. Documentul a fost scris cu alfabet chirilic în 1521.

Rugăciunea Tatăl nostru

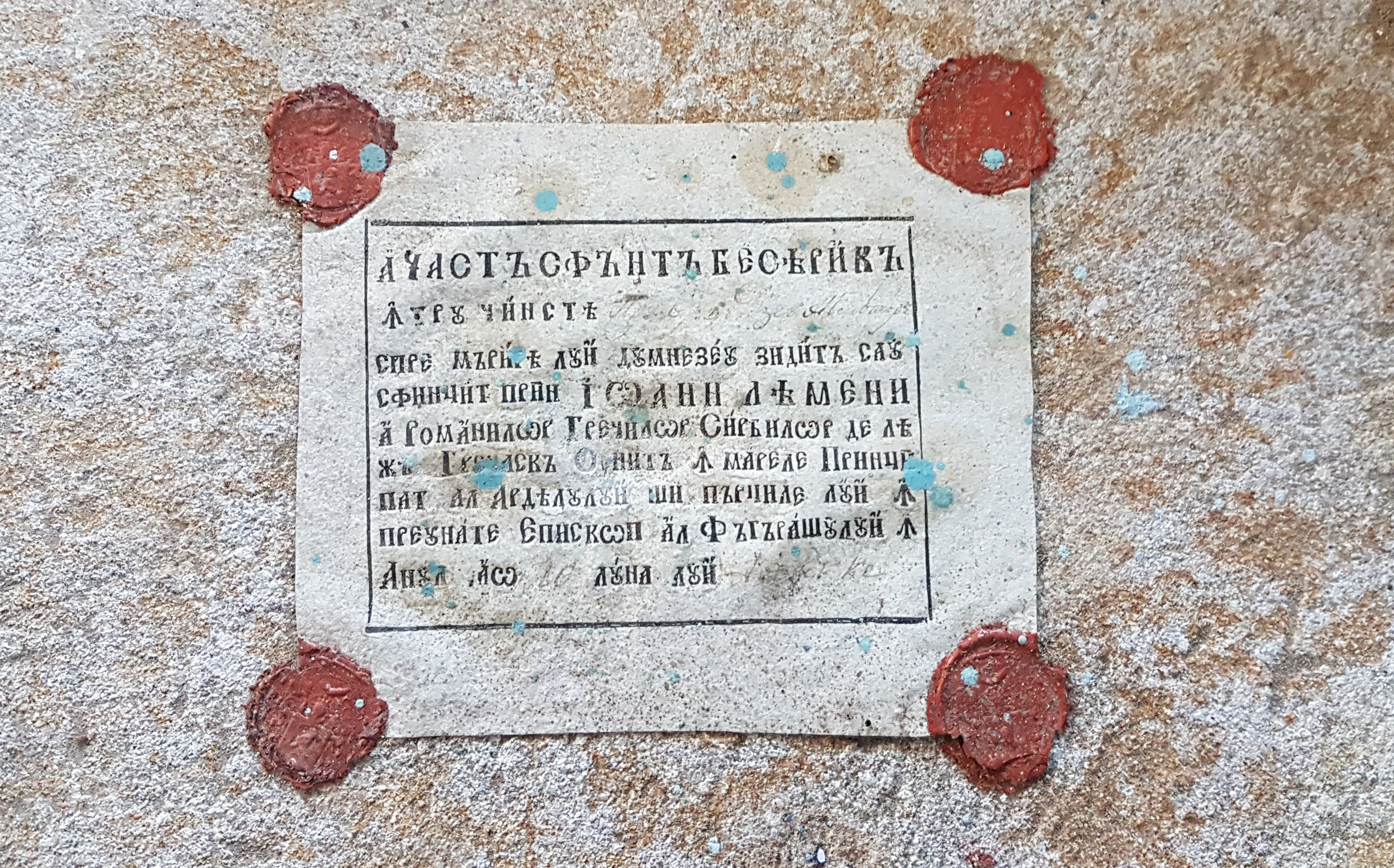
Hrisovul Bisericii greco-catolice din Buteasa (monument istoric, 1839): „Această Sfântă Besearikă
întru cinstea ...
spre mărirea lui Dumnezeu zidită sau
sfințit prin IOANN LEAMENI
a Românilor Grecilor Sirbilor de lea
je Greceaskă Onită în Marele Prinți
pat al Ardealului și părțile lui în
preunate Episcop al Făgărașului în
Anul 18... luna lui...”

Alfabetul chirilic român a fost utilizat pentru scrierea limbii române, din secolele al XIV-lea - al XV-lea până în 1862. Întrucât limba română are sunete pentru care alfabetul chirilic clasic nu are semne, grămăticii (în terminologie modernă lingviștii) s-au văzut nevoiți să adauge semne noi, suplimentare, pentru a le putea reprezenta.
Grafia chirilică s-a folosit în Evul Mediu românesc pentru scrierea de acte diplomatice, manuscrise, cărți, inscripții, legende sigilare și diverse însemnări. Nu se cunoaște cu exactitate momentul în care alfabetul chirilic a trecut la nordul Dunării, însă cel mai vechi document păstrat sub formă originală și scris cu caractere chirilice datează din 1392. O teorie afirmă ca acest eveniment ar coincide cu extinderea influentei Țaratului Bulgar sau a celui Vlaho-Bulgar la nord de Dunăre. 
Conform manuscrisului Țarstvenica, o biografie a țarilor bulgari din 1844, menționată de A.D. Xenopol, introducerea alfabetului chirilic și a slavonei bisericești la nord de Dunăre a început odată cu invadarea teritoriilor românești nord-dunărene de către țarul Asan. Acesta, sfătuit de părintele Teofilact de la Ohrida, ar fi intrat în Valahia pentru a înlătura „eretica” romană (românii pe atunci citind în latină) și a impune alfabetic chirilic și limba slavonă, fiind poruncit ca preoții care vor citi n latină să aibă limba tăiată. 
Dimitrie Cantemir (în Descriptio Moldaviae) susține că moldovenii ar fi scris cu litere latine – potrivit tradiției – până la Conciliul de la Florența (1439). Alexandru cel Bun, afirmă Cantemir, ar fi poruncit arderea tuturor textelor scrise până atunci cu caractere latine, introducând alfabetul chirilic și slavona, ca reacție la prozelitismul romano-catolic. „Dar când mitropolitul moldovean a trecut, la acest sinod [...] de partea papistașilor , atunci urmașul său, cu numele Theoctist — diacon al lui Marcu din Efes, bulgar de neam, ca să stârpească aluatul papistașilor din biserica moldovenească și să taie celor tineri prilejul de a citi vicleșugurile papistașilor — l-a sfătuit pe Alexandru cel Bun să izgonească din țară nu numai pe oamenii de altă lege, ci și literele latinești și să pună în locul lor pe cele slavonești.”
Trecerea de la alfabetul chirilic la alfabetul latin s-a realizat treptat, în a doua jumătate a secolului XIX, prin alfabetul de tranziție. Înlocuirea integrală a alfabetului chirilic cu cel latin a fost decretată în 1862 de domnitorul Alexandru Ioan Cuza. Astfel, scrierea cu alfabetul chirilic a fost în uz pe teritoriul României timp de peste 400 de ani în Moldova și chiar mai multă vreme în Țara Românească. 
Cel mai vechi text nebisericesc cunoscut redactat în limba română și cu alfabetul chirilic, cu datare sigură, este scrisoarea lui Neacșu din Câmpulung adresată în 1521 lui Johannes Benkner, judele Brașovului.  Arhivat în 4 septembrie 2007, la Wayback Machine.
Alfabetul chirilic român este diferit de alfabetul chirilic moldovenesc folosit în Republica Sovietică Socialistă Autonomă Moldovenească (RASSM) începând cu anii 1930 și, ulterior, în Republica Sovietică Socialistă Moldovenească (RSSM) și în Transnistria. Acesta din urmă este de fapt o adaptare a alfabetului chirilic rusesc.

## Tabelul de corespondență

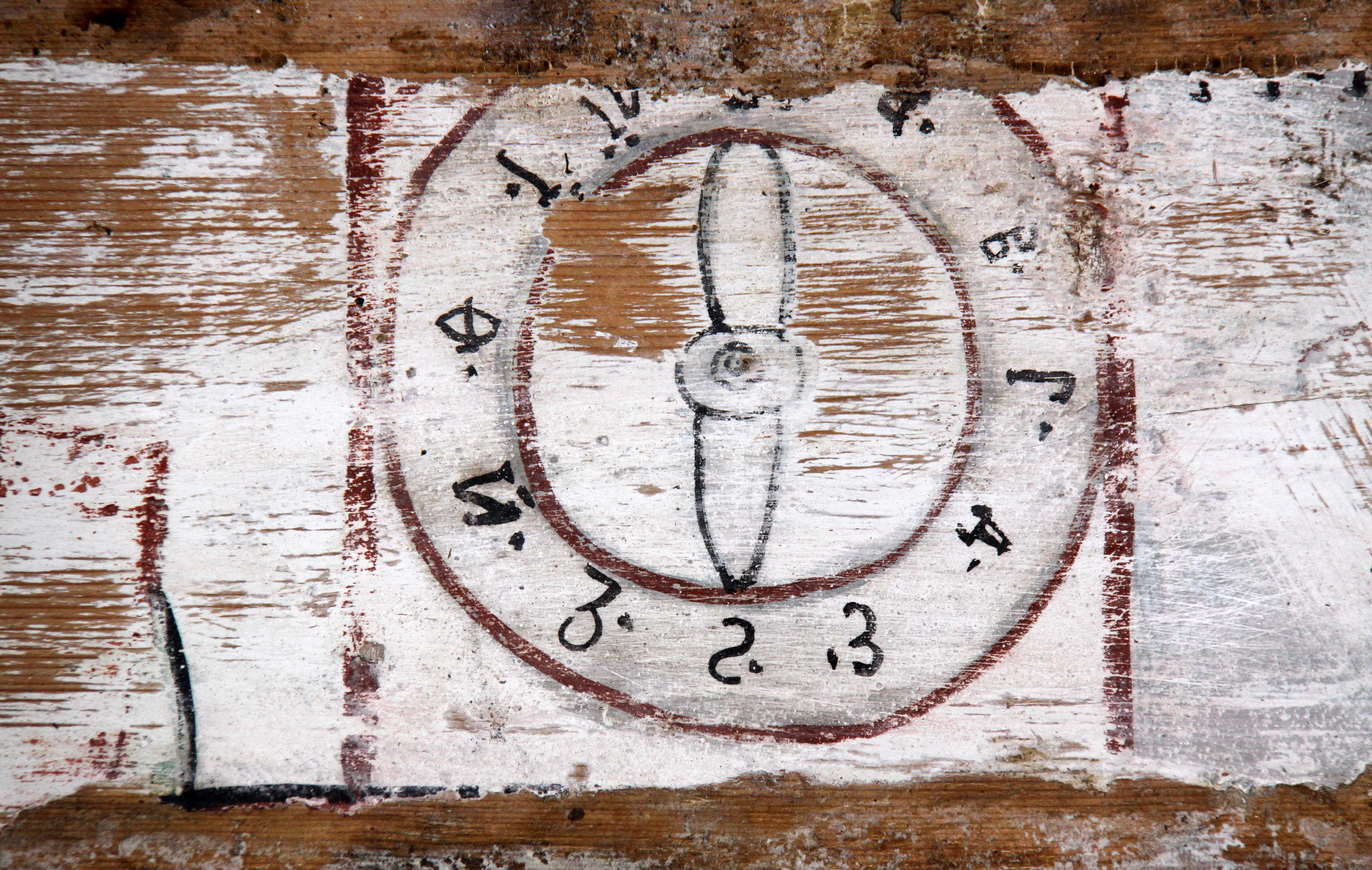
Ceasul pictat cu cifre chirilice, încremenit pe ora morții lui Iisus. Pictură din interiorul bisericii de lemn din Petrindu, Sălaj, semnată de Dimitrie Ispas de la Gilău, 1835.

| Literele chirilice vechi (până în 1830) | Literele chirilice noi (după 1830) | Valoarea numerică | Echivalentul latin  | Alfabetul de tranziție | Foneme            | Nume în română |
| --------------------------------------- | ---------------------------------- | ----------------- | ------------------- | ---------------------- | ----------------- | -------------- |
| А а                                     | А а                                | 1                 | a                   | A a                    | /a/               | Az             |
| Б б                                     | Б б                                |                   | b                   | Б б                    | /b/               | Buke           |
| В в                                     | В в                                | 2                 | v                   | В в                    | /v/               | Vede           |
| Г г                                     | Г г                                | 3                 | g, gh               | G g                    | /g/               | Glagol         |
| Д д                                     | Д д                                | 4                 | d                   | D d                    | /d/               | Dobru          |
| Є є                                     | Е e                                | 5                 | e                   | E e                    | /e/               | Est            |
| Ж ж                                     | Ж ж                                |                   | j                   | Ж ж                    | /ʒ/               | Juvete         |
| Ѕ ѕ                                     | Dz dz                              | 6                 | dz                  | Ḑ ḑ                    | /dz/              | Zalu           |
| Ӡ ӡ                                     | З з                                | 7                 | z                   | Z z                    | /z/               | Zemle          |
| И и                                     | І і                                | 8                 | i                   | I i                    | /i/               | Ije            |
| Ï ï                                     | І і                                | 10                | i                   | I i                    | /i/               | Ii             |
| Й й                                     | Ĭ ĭ                                |                   | i                   | Ĭ ĭ                    | /ʲ/               | I              |
| К к                                     | К к                                | 20                | c, ch               | K k                    | /k/               | Kaku           |
| Λ ʌ                                     | Л л                                | 30                | l                   | L l                    | /l/               | Liude          |
| М м                                     | М м                                | 40                | m                   | M m                    | /m/               | Mislete        |
| N ɴ                                     | H н                                | 50                | n                   | N n                    | /n/               | Naș            |
| О o                                     | О o                                | 70                | o                   | O o                    | /o̯/               | On             |
| П п                                     | П п                                | 80                | p                   | П п                    | /p/               | Pokoi          |
| Р р                                     | Р р                                | 100               | r                   | Р р                    | /r/               | Râță           |
| С с                                     | С с                                | 200               | s                   | S s                    | /s/               | Slovă          |
| Т т                                     | Т т                                | 300               | t                   | T t                    | /t/               | Tferdu         |
| Ѹ ѹ                                     | Ꙋ ꙋ                                | 400               | u                   | У Ȣ                    | /u/               | Uc             |
| Ф ф                                     | Ф ф                                | 500               | f                   | F f                    | /f/               | Fertă          |
| Х х                                     | Х х                                | 600               | h                   | Х х                    | /h/               | Heru           |
| Ѡ ѡ                                     | О o                                | 800               | o                   | O o                    | /o/               | Omega          |
| Ц ц                                     | Ц ц                                | 900               | ț                   | Ц ц                    | /ts/              | Ți             |
| Ч ч                                     | Ч ч                                | 90                | c (înainte de e, i) | Ч ч                    | /tʃ/              | Cervu          |
| Ш ш                                     | Ш ш                                |                   | ș                   | Ш ш                    | /ʃ/               | Șa             |
| Ш̩ ш̩                                     | Щ щ                                |                   | șt                  | Щ щ                    | /ʃt/              | Ștea           |
| Ъ ъ                                     | Ъ ъ                                |                   | ă, ŭ                | Ъ ъ                    | /ə/               | Ier            |
| Ь ь                                     | -                                  |                   | ă, ŭ, ĭ             | —                      | —                 | Ieri           |
| Ѣ ѣ                                     | Ea ea                              |                   | ea                  | Ea ea                  | /æ/               | Iati           |
| Ю ю                                     | Ю ю                                |                   | iu                  | I[ɣ] i[ɣ] Ĭ[ɣ] ĭ[ɣ]    | /ju/              | Iu             |
| Ѩ ѩ                                     | Ѩ ѩ                                |                   | ia                  | Ia ia                  | /ja/              | Iaco           |
| Ѥ ѥ                                     | Ie ie                              |                   | ie                  | Ie ie                  | /je/              |                |
| Ѧ ѧ                                     | ia                                 |                   | ĭa, ea              | Ia ia, Ea ea           | /ja/, /æ/         | Ia             |
| Ѫ ѫ                                     | Ъ ъ                                |                   | â                   | Â â                    | /ɨ/               | Ius            |
| Ѯ ѯ                                     | Ѯ ѯ                                | 60                | x                   | Ks ks                  | /ks/              | Csi            |
| Ѱ ѱ                                     | Пс пс                              | 700               | ps                  | Пs пs                  | /ps/              | Psi            |
| Ѳ ѳ                                     | Th th                              | 9                 | th, ft              | T t, Ft ft             | /t/ și aprox. /θ/ | Thita          |
| Ѵ ѵ                                     | Y y                                | 400               | i, u                | I i; У [ɣ]             | /i/, /y/, /v/     | Ijița          |
| Ꙟ ꙟ (↑ )                                | Ꙟн/Ꙟм ꙟн/ꙟм                        |                   | în, îm              | În în Îm îm            | /ɨn/, /ɨm/        | În             |
| Џ џ                                     | Џ џ                                |                   | g (înainte de e, i) | Џ џ                    | /dʒ/              | Gea            |

## Exemplu de text
| Scris cu alfabetul chirilic românesc: Привѣ́ ꙟ̃ зáрє кꙋ́м пє мъ́рй Ръсáрє шѝ стръʌꙋ́чє, Пє мишкътѡáрєʌє къръ́рй Кѡръ́бïй нє́грє дꙋ́чє. Ꙟʌ вє́дє áзй, ꙟʌ вє́дє мѫ́ни, Áстфєʌ дори́нца-й гáта; Єʌ ѩ́р, приви́нд дє съптъмѫ́нй, Ꙟй кáдє дрáгъ фáта. Кꙋ́м ѣ́ пє кѡáтє- шй ръзимà Висѫ́нд áʌє єй тѫ́мпʌє, Дє дѡ́рꙋʌ ʌꙋ́й шѝ и́нимa Шѝ сꙋ́фʌєтꙋ-й сє ꙟ̃пʌє. |  | Scris cu alfabetul latin românesc: Privea în zare cum pe mări Răsare și străluce, Pe mișcătoarele cărări Corăbii negre duce. Îl vede azi, îl vede mâni, Astfel dorința-i gata; El iar, privind de săptămâni, Îi cade dragă fata. Cum ea pe coate-și răzima Visând ale ei tâmple, De dorul lui și inima Și sufletu-i se împle. |

(Mihai Eminescu, Luceafărul)

## Scrieri cu alfabetul chirilic român

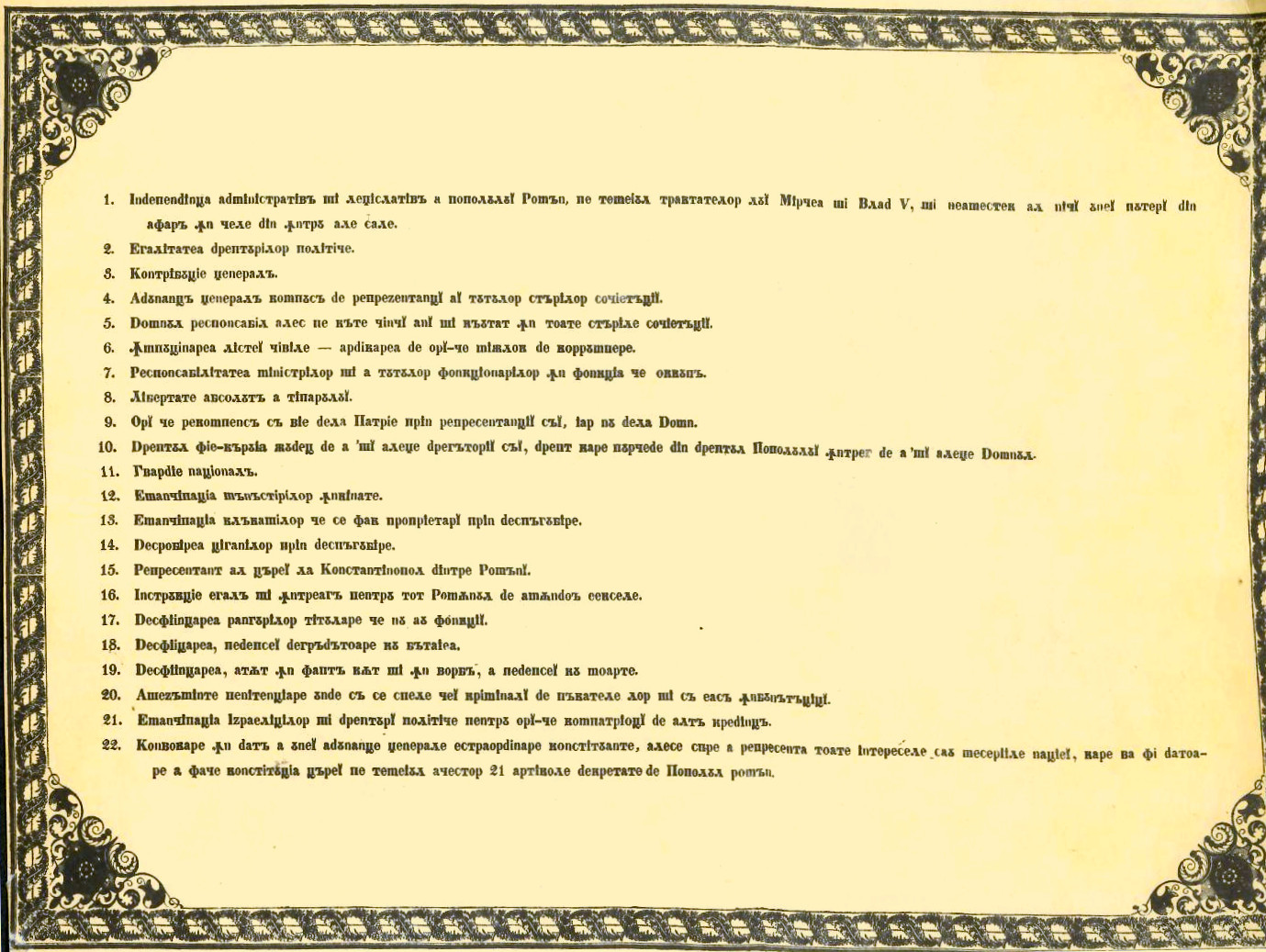
Proclamația de la Islaz (1848)
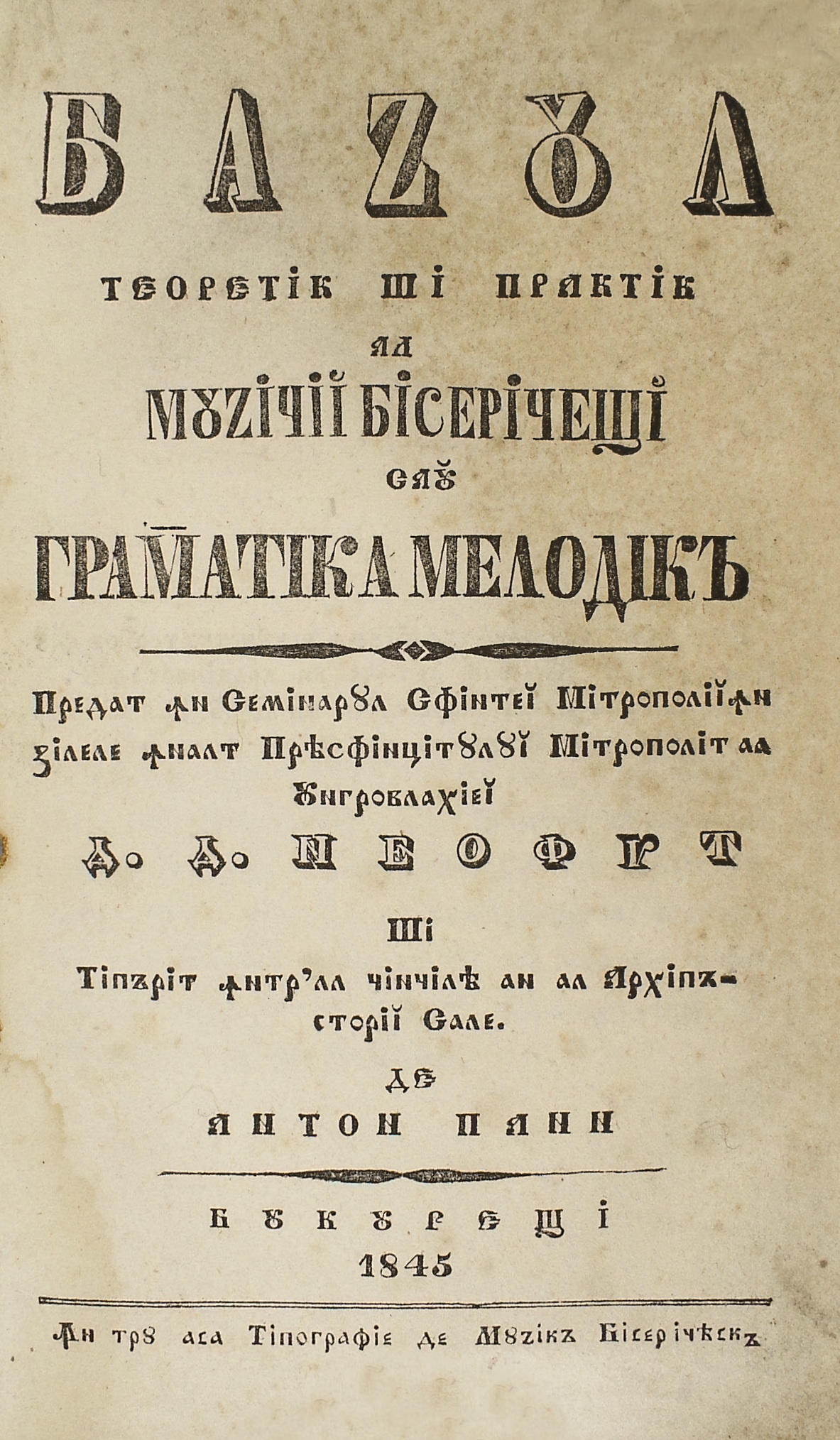
Bazul teoretic și practic al muzicii bisericești sau Gramatica melodică
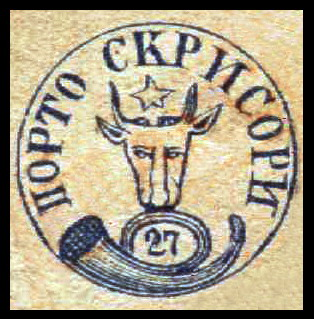
Marcă poștală emisă de serviciile poștale ale Principatului Moldovei, în anul 1858, cu valoarea nominală de 27 de parale
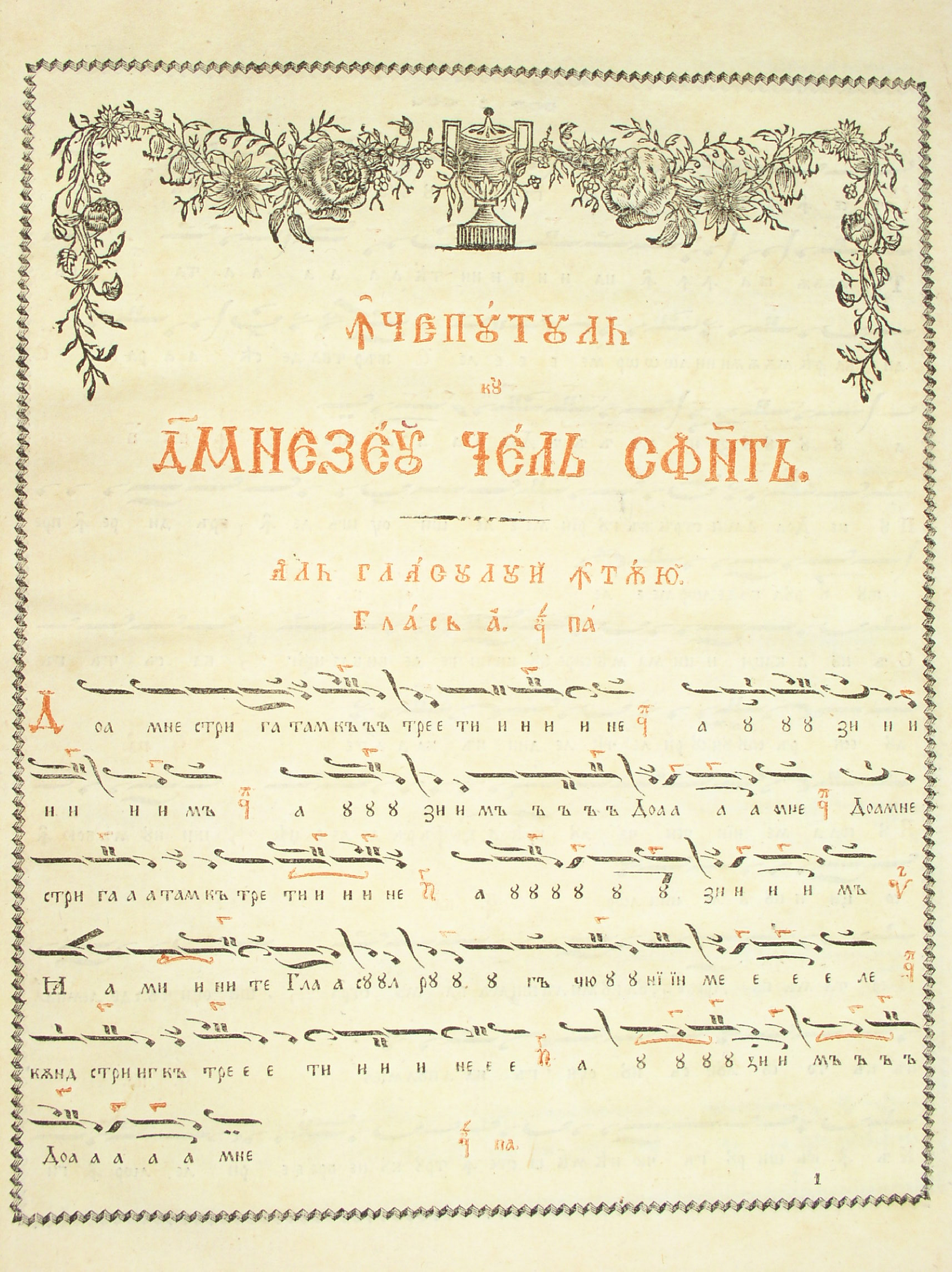
Anastasimatar bisericesc
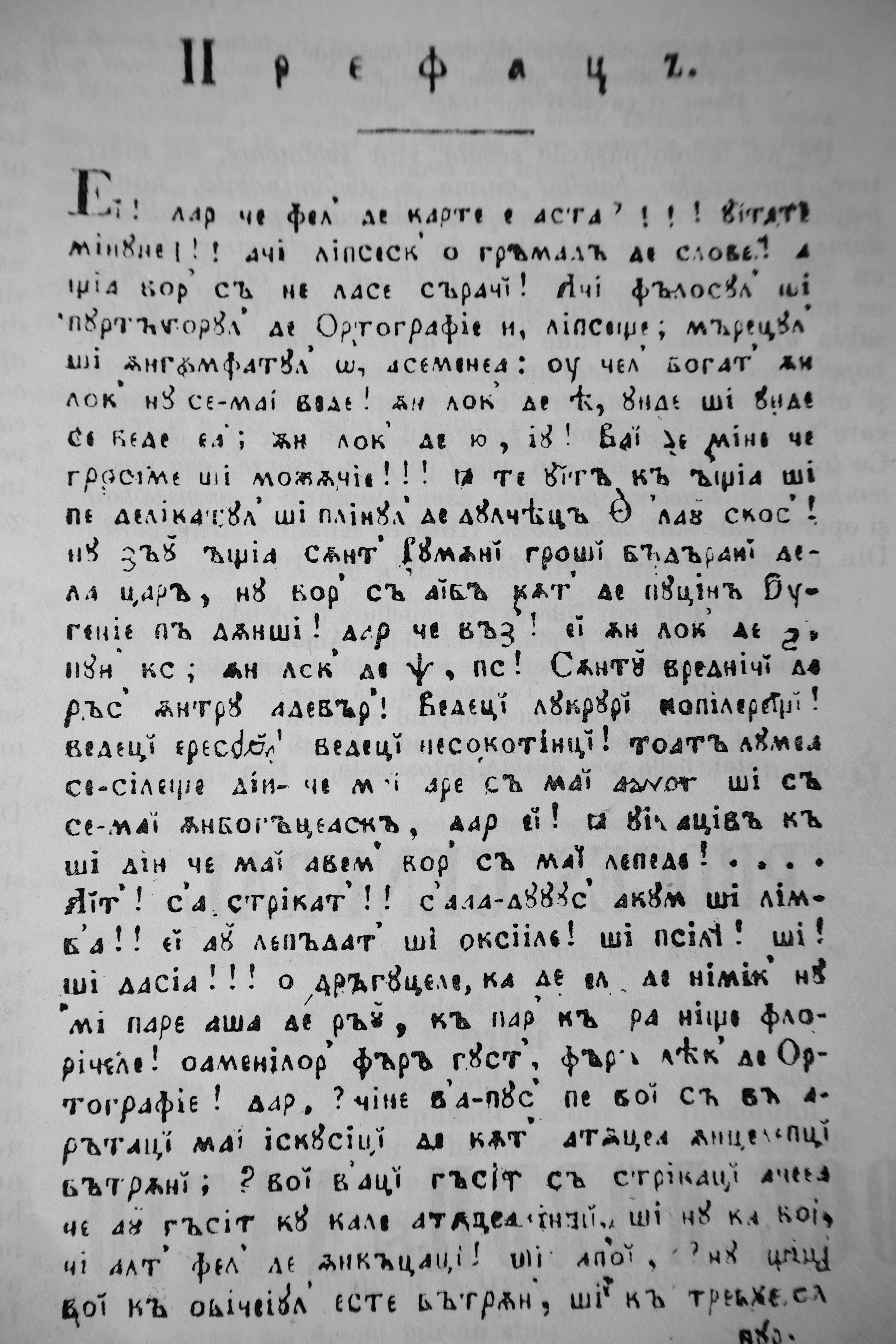
Prefața Gramaticii de Ion Heliade Rădulescu
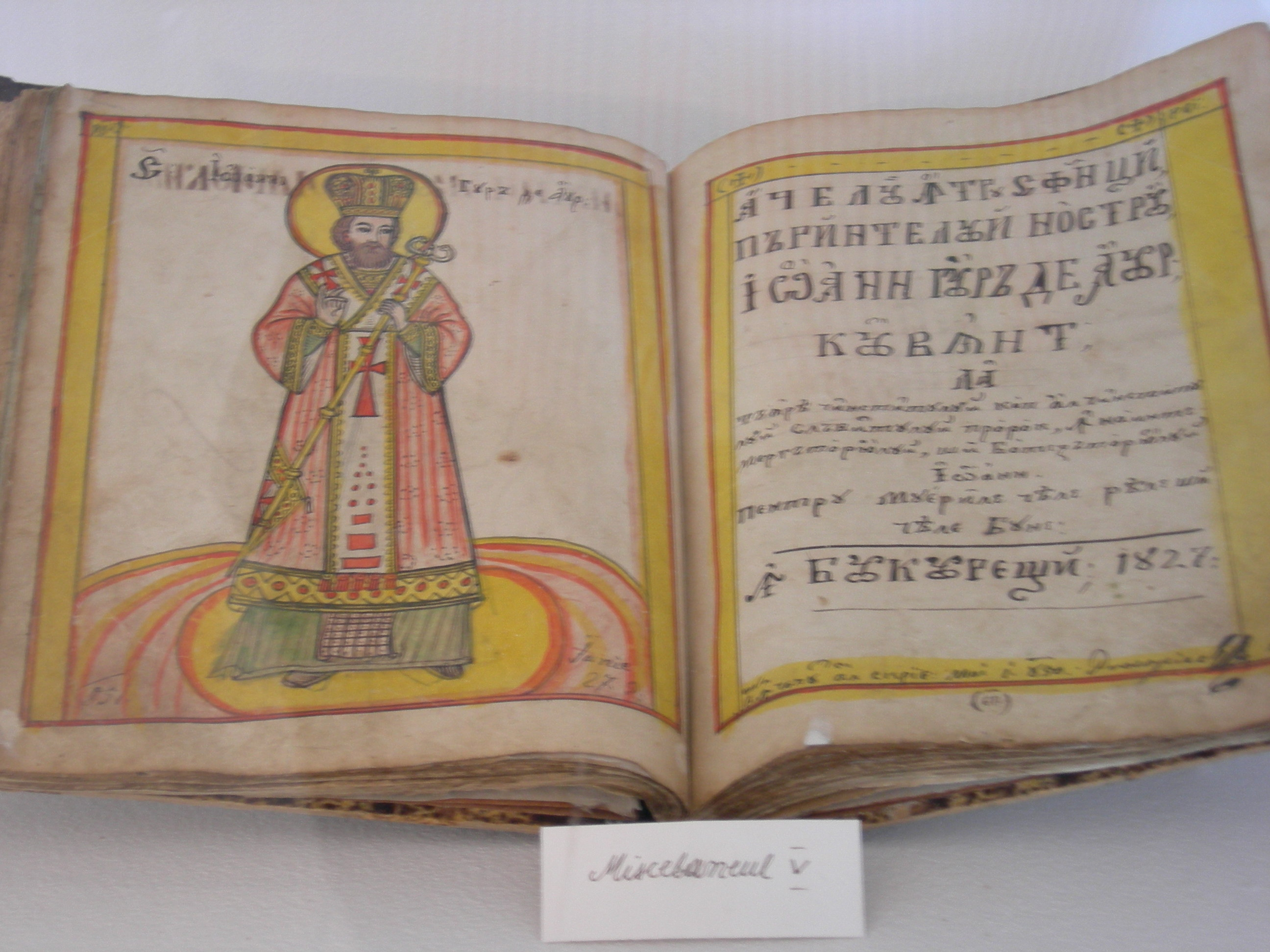
Carte (1828)
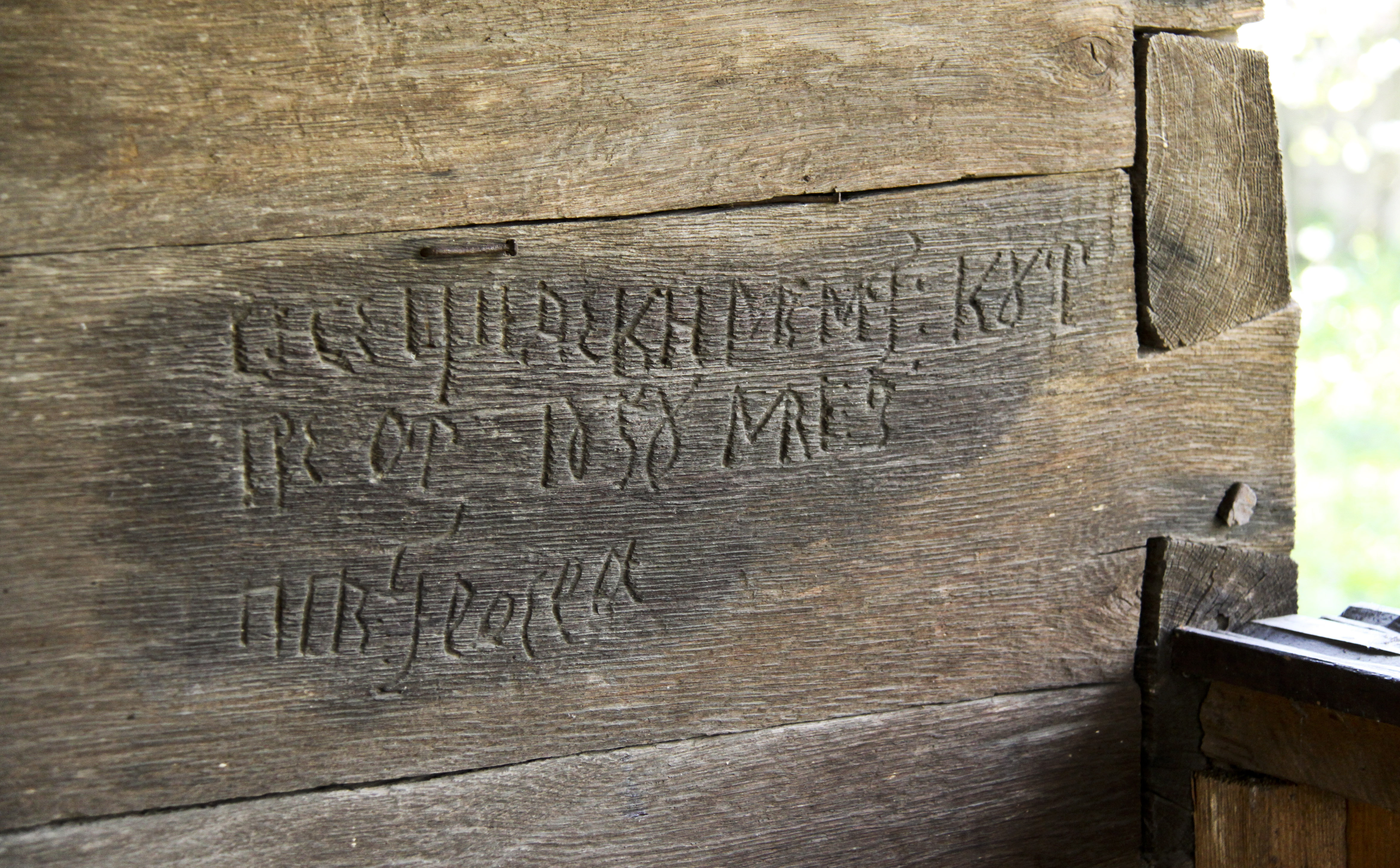
Gravură în lemn
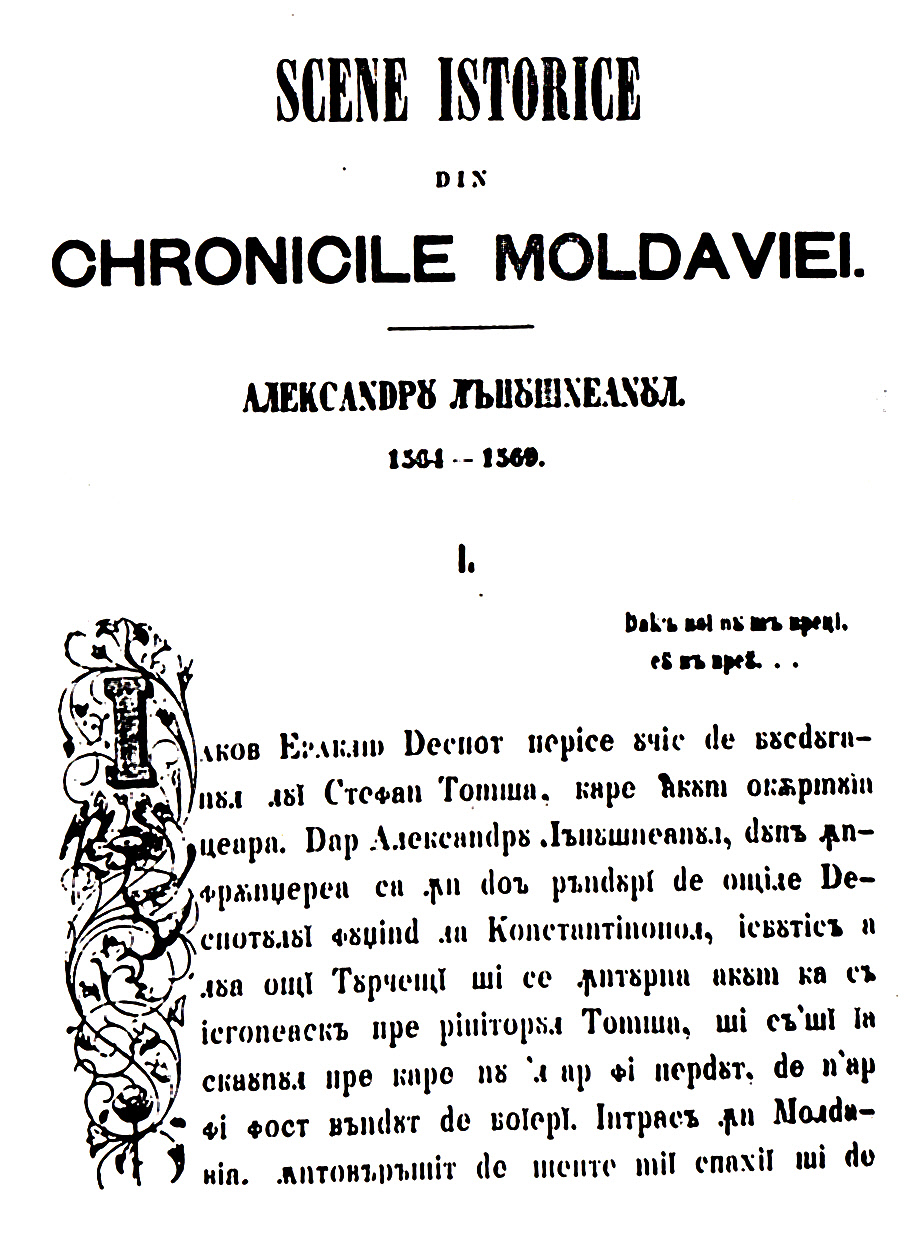
C. Negruzzi - Scene istorice, Alexandru Lăpușneanu
- Foaie pentru minte, inimă și literatură
- Gazeta de Transilvania, Nr. 1, Anul 1 (1838)
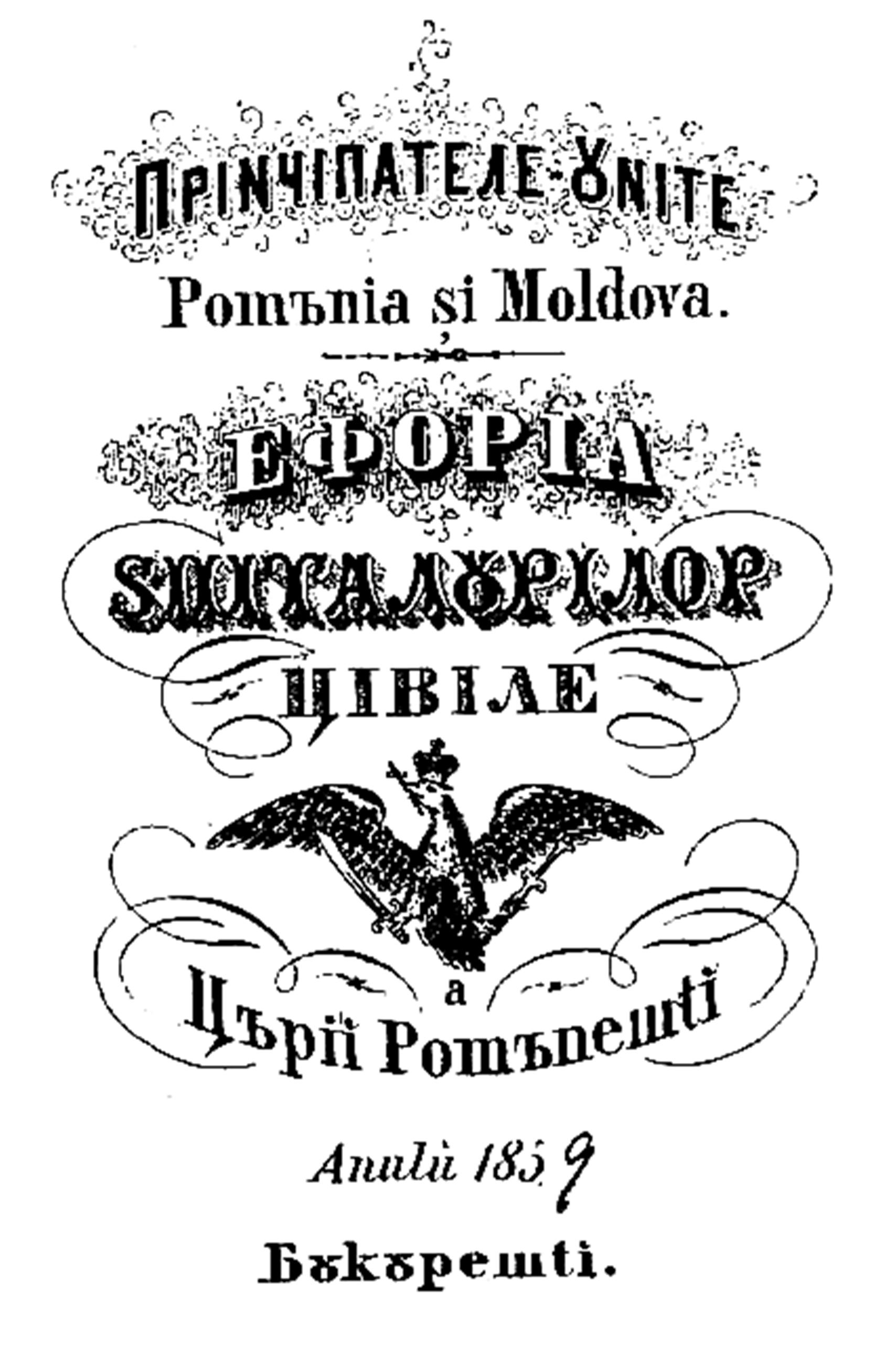
Eforia spitalelor civile, București 1859, Principatele Unite
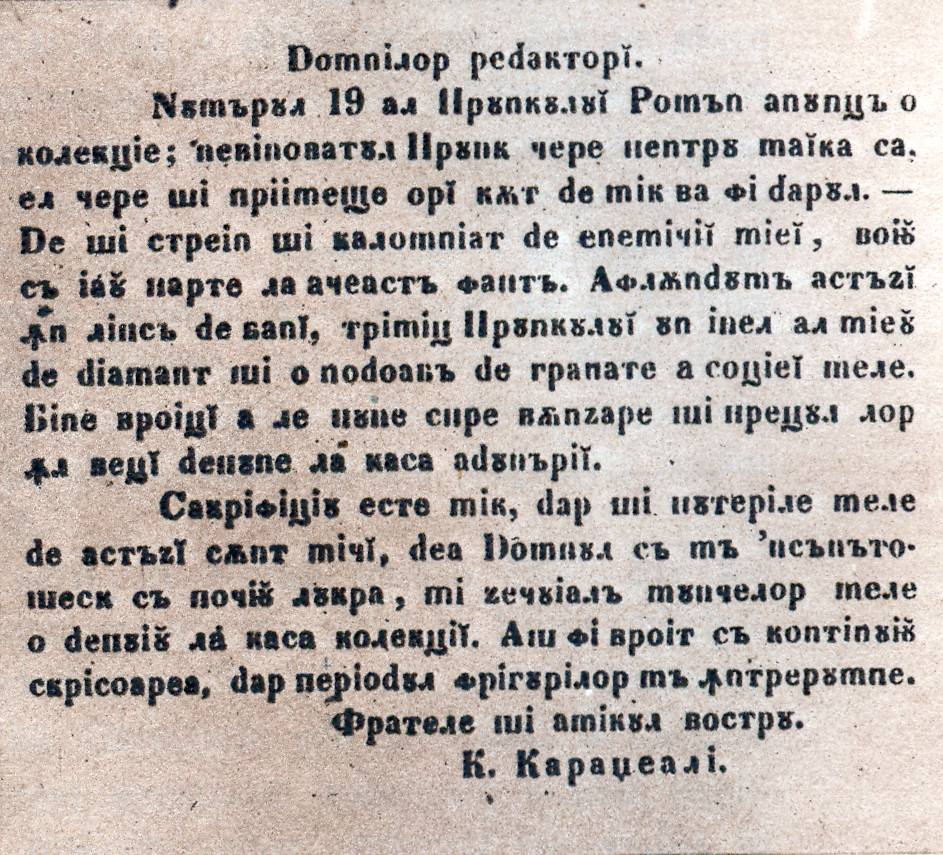
Scrisoarea lui Costache Caragiale adresată ziarului Pruncul Român, 1848
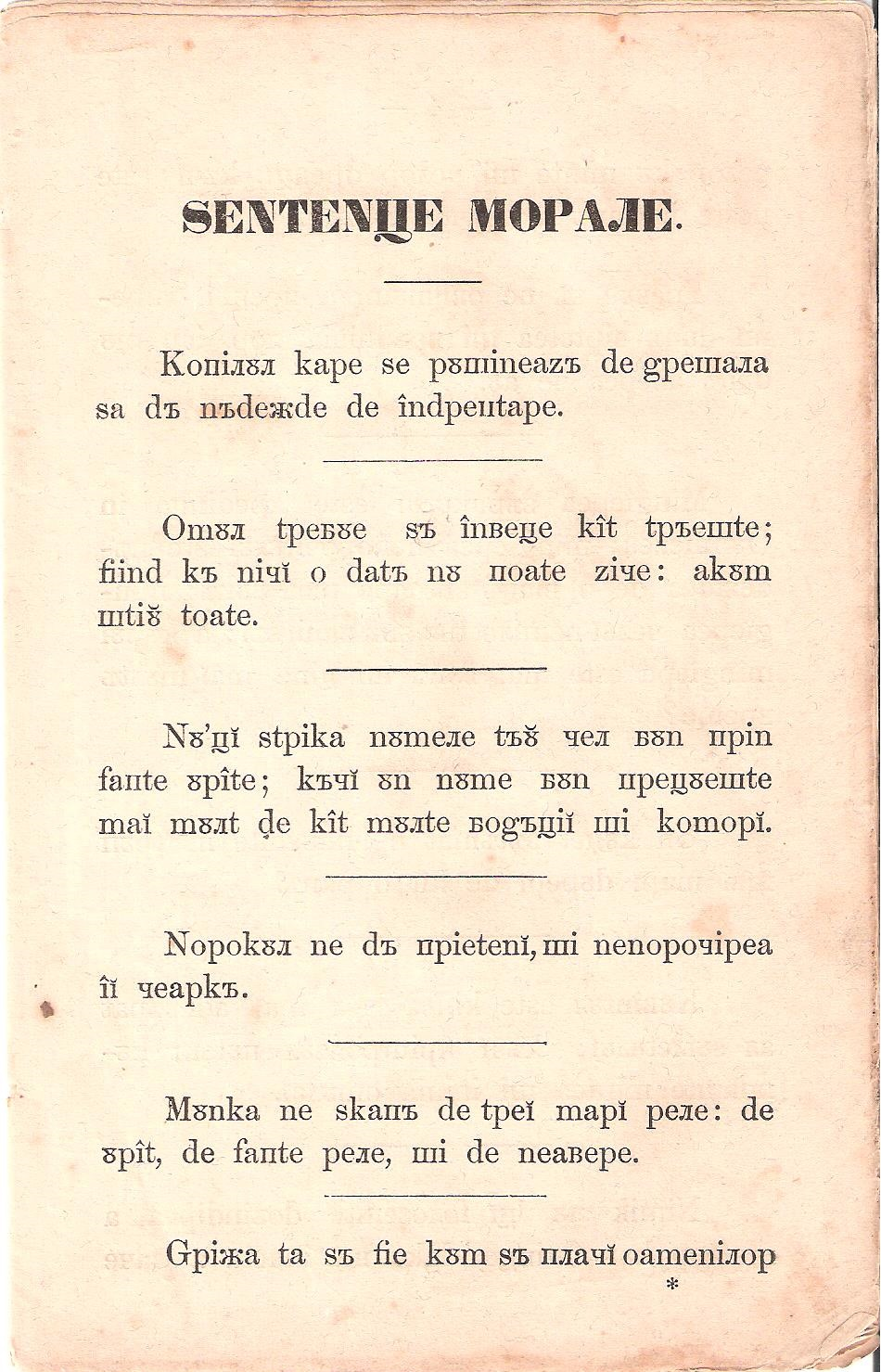
Sentențe morale (1857)
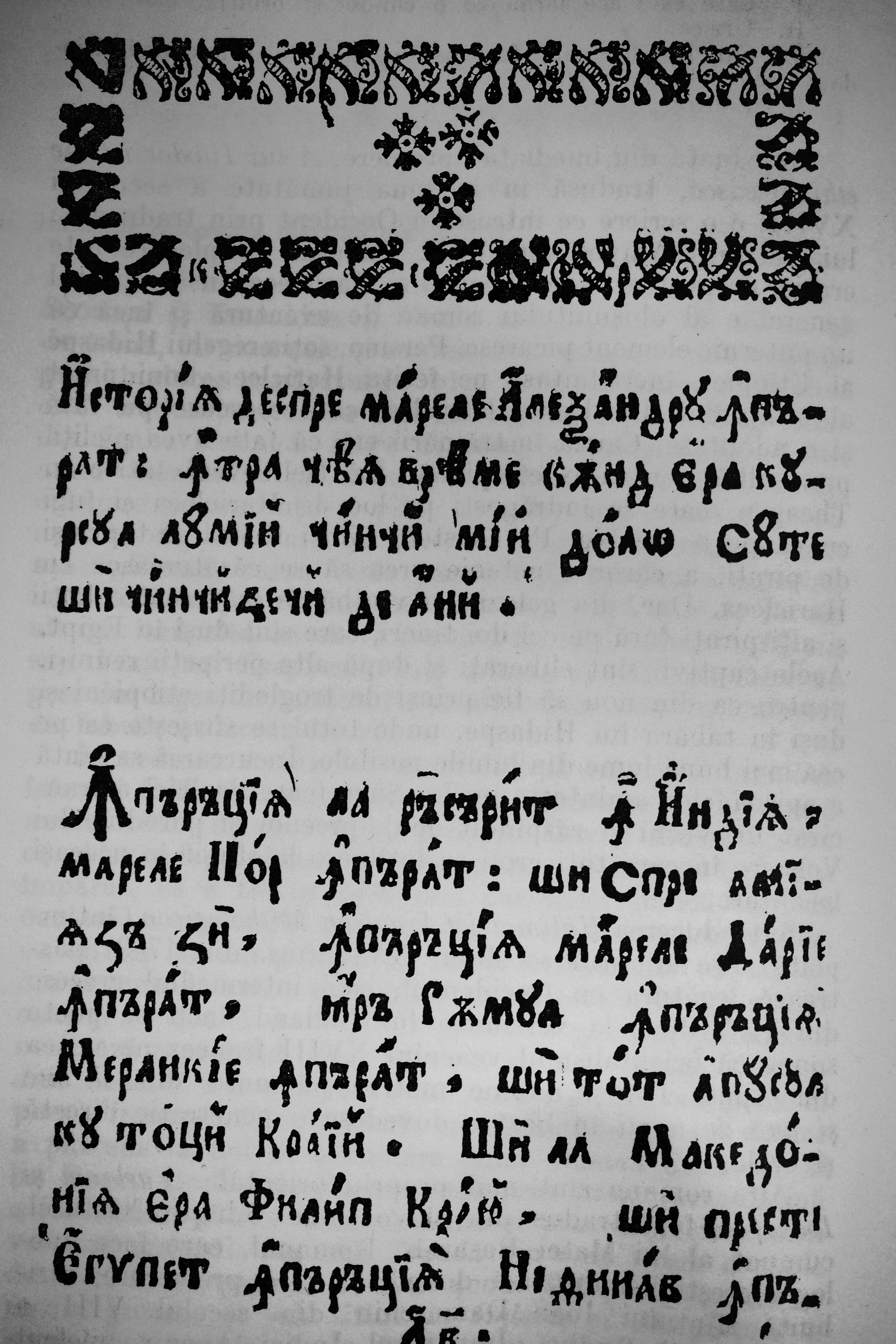
Istoria despre marele Alexandru Împărat... (cules din Istoria literaturii române de la origini până în prezent)